# Karl Albert Max Balling
Karl Albert Max Balling (* 14. Mai 1835 in Prag; † 21. April 1896 in Příbram) war ein österreichischer Chemiker und  Hüttenmann. Er war von 1875 bis 1896 Professor für Chemie, Probierwesen und Metallhüttenkunde an der Bergakademie Příbram in Böhmen.

## Leben
Als Absolvent des Polytechnikums in Prag trat Karl Albert Max Balling im Jahre 1858 in den österreichischen Montandienst und wurde 1860 Assistent für Hüttenkunde an der Bergakademie in Pribram. Im Jahre 1875, als Hüttenmeister und Bergwerksingenieur in Brixlegg in Tirol  erhielt er die Berufung als Professor für Chemie, Probierwesen und Metallhüttenkunde an die Bergakademie in Pribram in Böhmen, wurde kaiserlich königlicher Oberbergrat und lehrte dort durch zwanzig Jahre die Gewinnung und Bearbeitung von Metallen. Karl Albert Max Balling ist ein Sohn des Chemikers Karl Josef Napoleon Balling, Professor und Rektor des Polytechnikums in Prag und ein Neffe des Chemikers Friedrich Balling, Zentraldirektor der montanistischen Werke im Besitz des Fürstenhauses Schwarzenberg.

## Wirken
Forschungen von Karl Albert Max Balling zur Gewinnung von Metallen, veröffentlicht in Lehrbüchern, zählen zu den Standardwerken auf dem Fachgebiet der Metallhüttenkunde.

## Schriften (Auswahl)
- Die Eisenindustrie Böhmens. Geschichtlich, statistisch und mit besonderer Berücksichtigung des gegenwärtigen Betriebes. In: Berg- und hüttenmännisches Jahrbuch der k. ung. Schemnitzer Bergakademie und der k. k. Bergakademien Leoben und Přibram. Bd. 17, 1867 (1868), S. 211–317.
- Die Probirkunde des Eisens und der Brennmaterialien. Zum Gebrauche für praktische Hüttenmänner so wie zum Selbstunterricht mit Rücksicht auf die Bedürfnisse der Hüttentechnik der Gegenwart. Calve, Prag 1868, (Digitalisat).
- Die horizontalen Verkokungsofen nach System Ringel. In: Oesterreichische Zeitschrift für Berg- und Hüttenwesen. Jg. 24, Nr. 32, 1876, S. 319–320.
- Die Probirkunde. Anleitung zur Vornahme docimastischer Untersuchungen der Berg- und Hüttenproducte. Vieweg, Braunschweig 1879, (Digitalisat).
- Compendium der Metallurgischen Chemie. Propädeutik für das Studium der Hüttenkunde. Strauss, Bonn 1882, (Digitalisat).
- Die Metallhüttenkunde. Gewinnung der Metalle und Darstellung ihrer Verbindungen auf den Hüttenwerken. Springer, Berlin 1885, (Digitalisat).
- Fortschritte im Probirwesen. (Umfassend die Jahre 1879–1886). Springer, Berlin 1887, (Digitalisat).
- Grundriss der Elektrometallurgie. Enke, Stuttgart 1888.